# Jean Nicholas Nissage-Saget
Jean Nicholas Nissage-Saget född 1810, död 1880, var en haitisk politiker. Han var president i Haiti 20 mars-4 maj 1869 och 27 december 1869-13 maj 1874.